# Brasão de armas de Toquelau
O parlamento territorial de Toquelau, o Fono Geral, aprovou o desenho de um emblema nacional em maio de 2008. Antes deste, o Brasão da Nova Zelândia era o emblema nacional usado neste território. Além da adoção de um brasão nacional, uma nova bandeira nacional também foi adotada no mesmo ano.